# Новопавловка (Северо-Казахстанская область)
Новопавловка (каз. Новопавловка) — упразднённое село в Северо-Казахстанской области Казахстана. В 2018 г. включено в состав города Петропавловска. Код КАТО — 591000400.

## Население
В 1999 году население села составляло 117 человек (63 мужчины и 54 женщины). По данным переписи 2009 года, в селе проживал 141 человек (74 мужчины и 67 женщин).

## Известные уроженцы
Михаил Михайлович Аверин (1911—2002) — русский советский писатель, драматург.